# Orodrassus canadensis
Orodrassus canadensis är en spindelart som beskrevs av Norman I. Platnick och Mohammad U. Shadab 1975. Orodrassus canadensis ingår i släktet Orodrassus och familjen plattbuksspindlar. Inga underarter finns listade i Catalogue of Life.